# St. Kilian (Schillingsfürst)

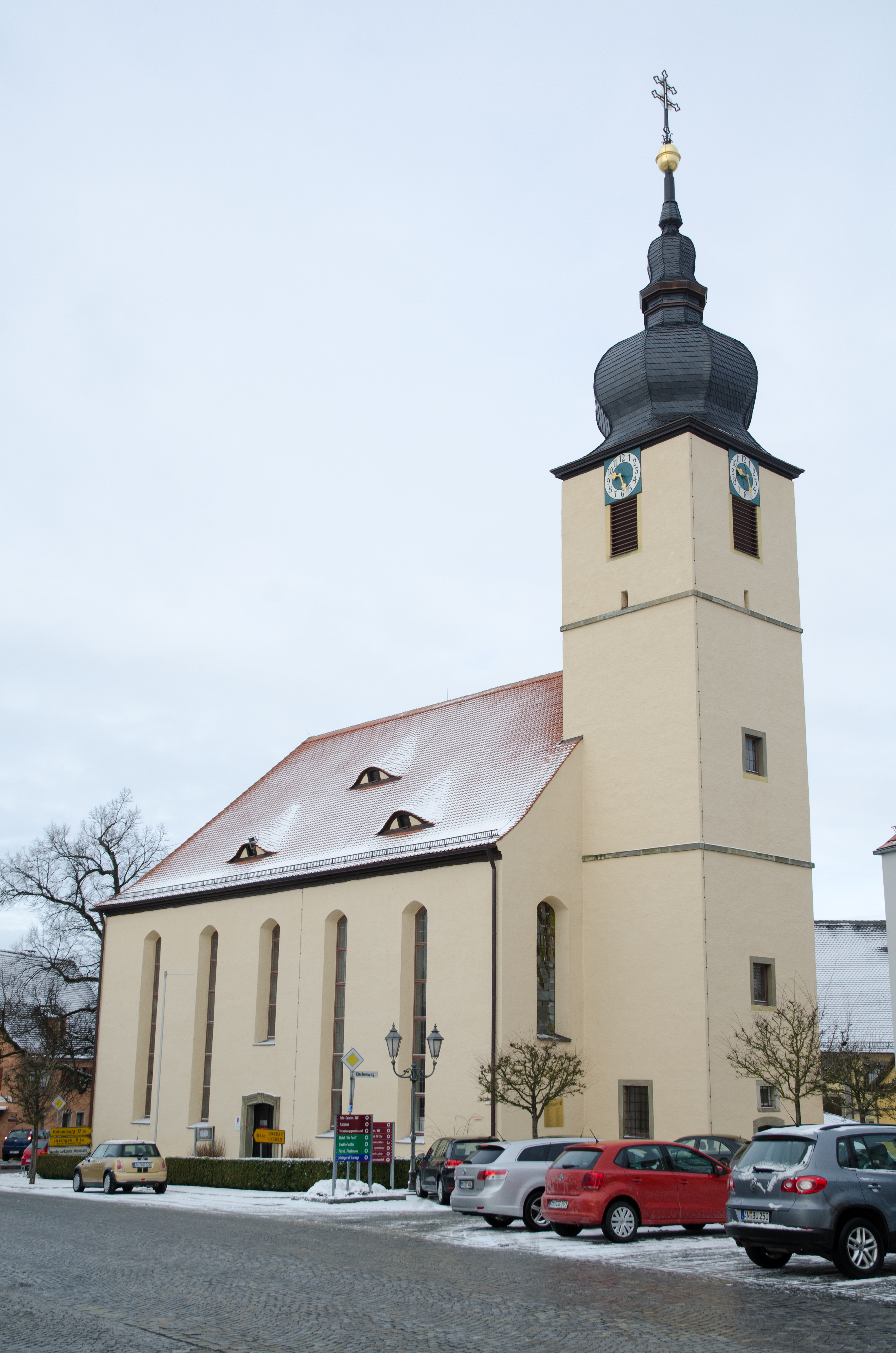
St. Kilian (Schillingsfürst)

Die denkmalgeschützte, evangelisch-lutherische Pfarrkirche St. Kilian steht in Schillingsfürst, einer Stadt im Landkreis Ansbach (Mittelfranken, Bayern). Die Kirche ist unter der Denkmalnummer D-5-71-198-3 als Baudenkmal in der Bayerischen Denkmalliste eingetragen. Die Kirchengemeinde gehört zum Dekanat Rothenburg ob der Tauber im Kirchenkreis Ansbach-Würzburg der Evangelisch-Lutherischen Kirche in Bayern. Namensgeber ist der irische Wanderprediger und Bischof Kilian.

## Beschreibung

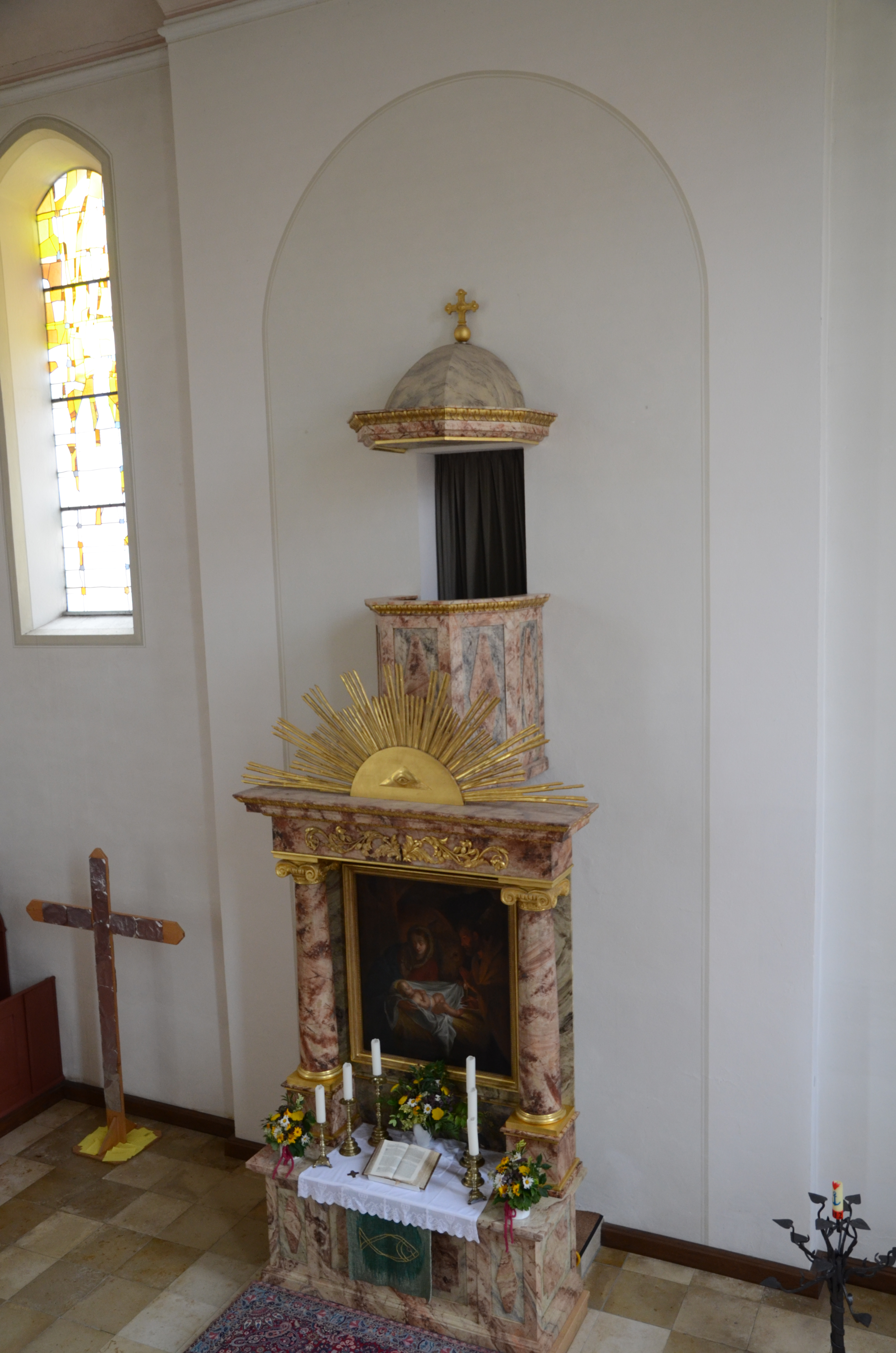
Der barocke Kanzelaltar

Die Saalkirche im Markgrafenstil wurde 1823–25 erbaut. Der Kirchturm im Osten ist durch Gurtgesimse in drei Geschosse gegliedert, das oberste beherbergt die Turmuhr und den Glockenstuhl. Bedeckt ist der Kirchturm mit einer schiefergedeckten Zwiebelhaube. Der Innenraum ist mit einer doppelstöckigen, U-förmigen Empore ausgestattet.
Der schlichte Altartisch und das Lesepult stammen aus dem Jahr 1964. Der Kanzelaltar besteht aus einem in einen barocken Ädikularahmen gefassten Gemälde mit einer Darstellung der Geburt Jesu, bekrönt mit einem vergoldeten Relief des Auges der Vorsehung und einer darüberliegenden Kanzel.